# Patalliro!
Patalliro! (jap. パタリロ! Patariro!) – długa seria mang napisanych i zilustrowanych przez Mineo Maya, jednego z niewielu znanych mangaków tworzących mangi shōnen-ai. Patalliro! to pierwsza seria anime, która przedstawia motyw shōnen-ai w telewizji.

## Bohaterowie
- Patalliro du Malyner VIII (jap. パタリロ・ド・マリネール8世 Patariro do Marinēru 8-sei)

Dziesięcioletni król Malynery. Super geniusz, ukończył studia w wieku 9 lat. Kiedy jest zdenerwowany i zawstydzony, zachowuje się jak kot. Cierpi na nadciśnienie i cukrzycę.
- Maraich Juschenfe (jap. マライヒ・ユスチヌフ Maraihi Yusuchinufu)

18-letni były zabójca z Syndicate Diamond. Jego były kochanek hrabia Larken powiedział mu, żeby nie wracał, dopóki nie zabije Bancorana, co skończyło się tym, że został jego kochankiem. Ma okrutny temperament i kipi z zazdrości, zawsze kiedy bishōnen jest w pobliżu Bancorana. Jest biegły w używaniu noży, a jego wygląd i ciało pozwalają mu łatwo udawać kobietę i tylko Patalliro (nie wiadomo w jaki sposób) i Bancoran (ponieważ Maraich czerwieni się, gdy patrzy na Bancorana) jest w stanie przejrzeć jego kamuflaż. W jakiś sposób zaszedł w ciążę dwukrotnie, mimo że jest mężczyzną. Jego ciąża została pominięta w anime. W mandze po raz pierwszy zaszedł w ciążę w tomie 10, a po raz drugi w tomie 46 (gdy ma Figaro).
- Jack Barbarosa Bancoran (jap. ジャック・バルバロッサ・バンコラン Jakku Barubarossa Bankoran)

Major Bancoran brytyjskiej MI6. Nazywany "Bishōnen Killer" za umiejętność uwodzenia młodych mężczyzn tylko oczami. Kobiety są również są nim zainteresowane, ale jedyną kobietą, której okazał jakiekolwiek zainteresowanie jest Etrange – matka Patalliro. Spotkanie Patalliro zmieniło jego życie, po graniu ochroniarza najbardziej irytującej osoby, którą kiedykolwiek spotkał, mieszka teraz z Maraichem (który próbował go zabić) i ich synem Figaro. Bancoran nosi niebieskie cienie do powiek (fioletowe w Patalliro Saiyuki!), ma długie, czarne włosy, a także nigdy nie zdejmuje rękawiczek, nawet w łóżku. Jego nazwisko pochodzi od Henriego Bencolin.
- Tamanegi (jap. タマネギ)

Ochroniarze Patalliro, zmuszeni do ukrywania swojego piękna pod mundurami, matowymi okularami, maskami i perukami.

## Obsada

### Boku Patalliro!
- Patalliro: Fuyumi Shiraishi
- Bancoran: Kazuyuki Sogabe
- Maraich: Toshiko Fujita
- Szef Policji: Ichirō Nagai
- Szef Straży: Takeshi Aono
- Tamanegi: Akio Nojima, Toshio Furukawa, Tōru Furuya, Yūji Mitsuya, Yoku Shioya, Kaneto Shiozawa, Kazuhiko Inoue, Akira Kamiya
  - Tamanegi zostali przedstawieni przez członków Slapstick – zespołu składającego się z seiyū, którego członkiem był Sogabe.
- Etrange: Makiko Ikeda
- Sanders: Junpei Takiguchi
- Patalliro 7th: Kazuko Sugiyama
- Patalliro 10th: Minori Matsushima
- Plasma X: Hideyuki Hori
- Afro 18: Eiko Masuyama
- Pulara: Michiko Nomura
- α Random: Junko Hori

### Patalliro! Saiyuki
- Patalliro/Son Goku: Yuki Kaida
- Maraich/Genjo Sanzo: Reiko Takagi
- Bancoran: Takehito Koyasu
- Mi-chan: Ken'yū Horiuchi
- Cho Hokkai: Yoshirō Matsumoto
- Sa Gojo: Rikiya Koyama
- Gautama Buddha: Kazuya Tatekabe

## Muzyka
Opening
- "Patalliro!" (jap. パタリロ! Patariro!), śpiewane przez Fusako Fujimoto (Boku Patalliro!)
- "Ajisai Ai Ai Monogatari" (jap. 紫陽花アイ愛物語), śpiewane przez v-u-den (Patalliro Saiyuki!)

Ending
- "Utsukushisa wa Tsumi" (jap. 美しさは罪), śpiewane przez Eri Takeda (Boku Patalliro!)
- "Cock Robin Ondo" (jap. クックロビン音頭 Kukku Robin Ondo), śpiewane przez Fuyumi Shiraishi (Boku Patalliro!)
- "Nanchū koi wo yatterū YOU KNOW?" (jap. なんちゅう恋をやってるぅ YOU KNOW?), śpiewane przez Berryz Kōbō (Patalliro Saiyuki!)